# Sit rozpierzchły
Sit rozpierzchły (Juncus effusus L.) – gatunek byliny z rodziny sitowatych. Występuje na wszystkich kontynentach z wyjątkiem Antarktydy, na Australię został zawleczony. Brak go w Azji środkowej i północnej oraz w środkowej i zachodniej Afryce. W XXI w. jego nowe stanowisko odkryto nad Bajkałem. W Polsce pospolity na całym obszarze, występuje w miejscach wilgotnych w górach po regiel górny.

## Morfologia

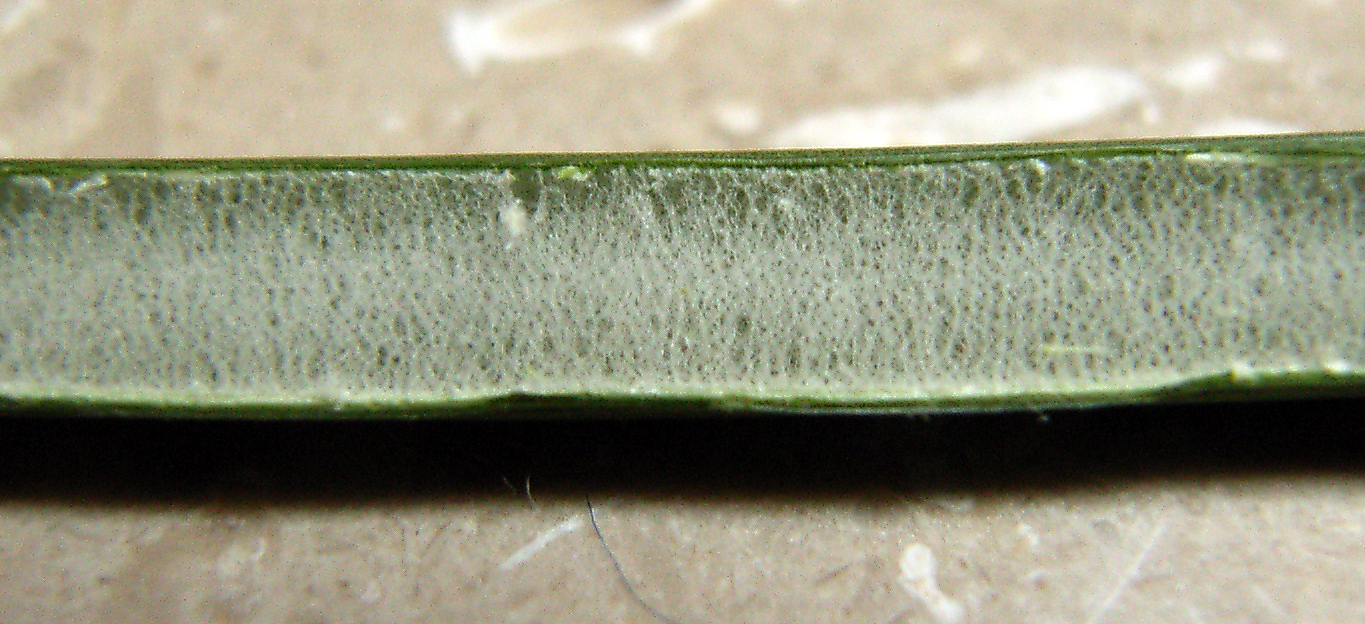
Ciągły rdzeń na przekroju przez łodygę

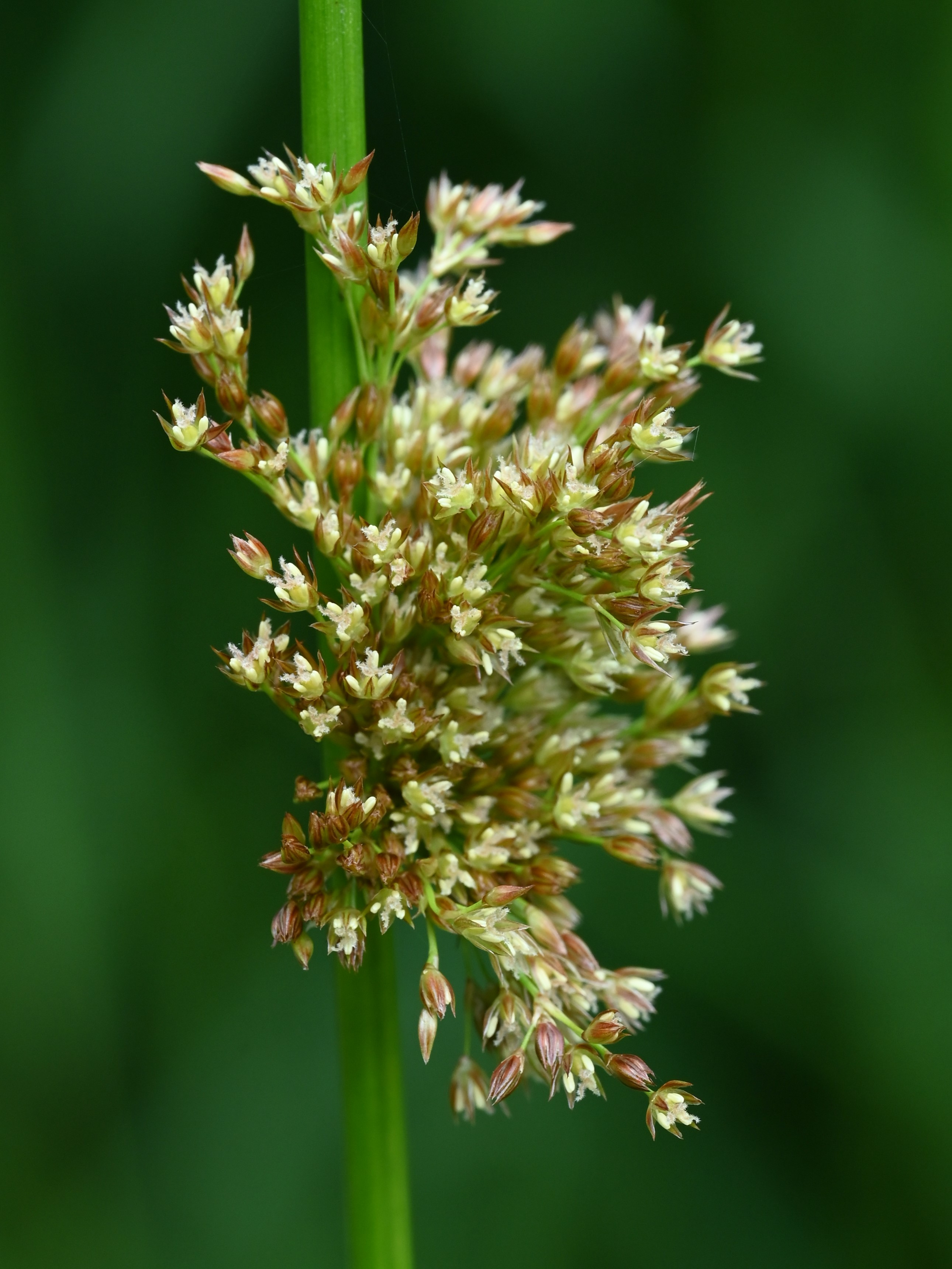
Kwiatostan

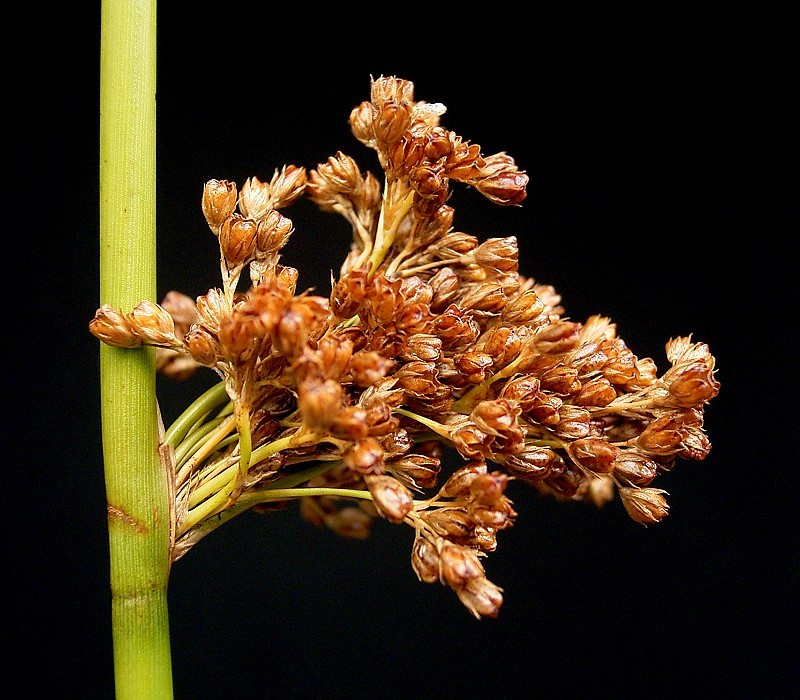
Owoce

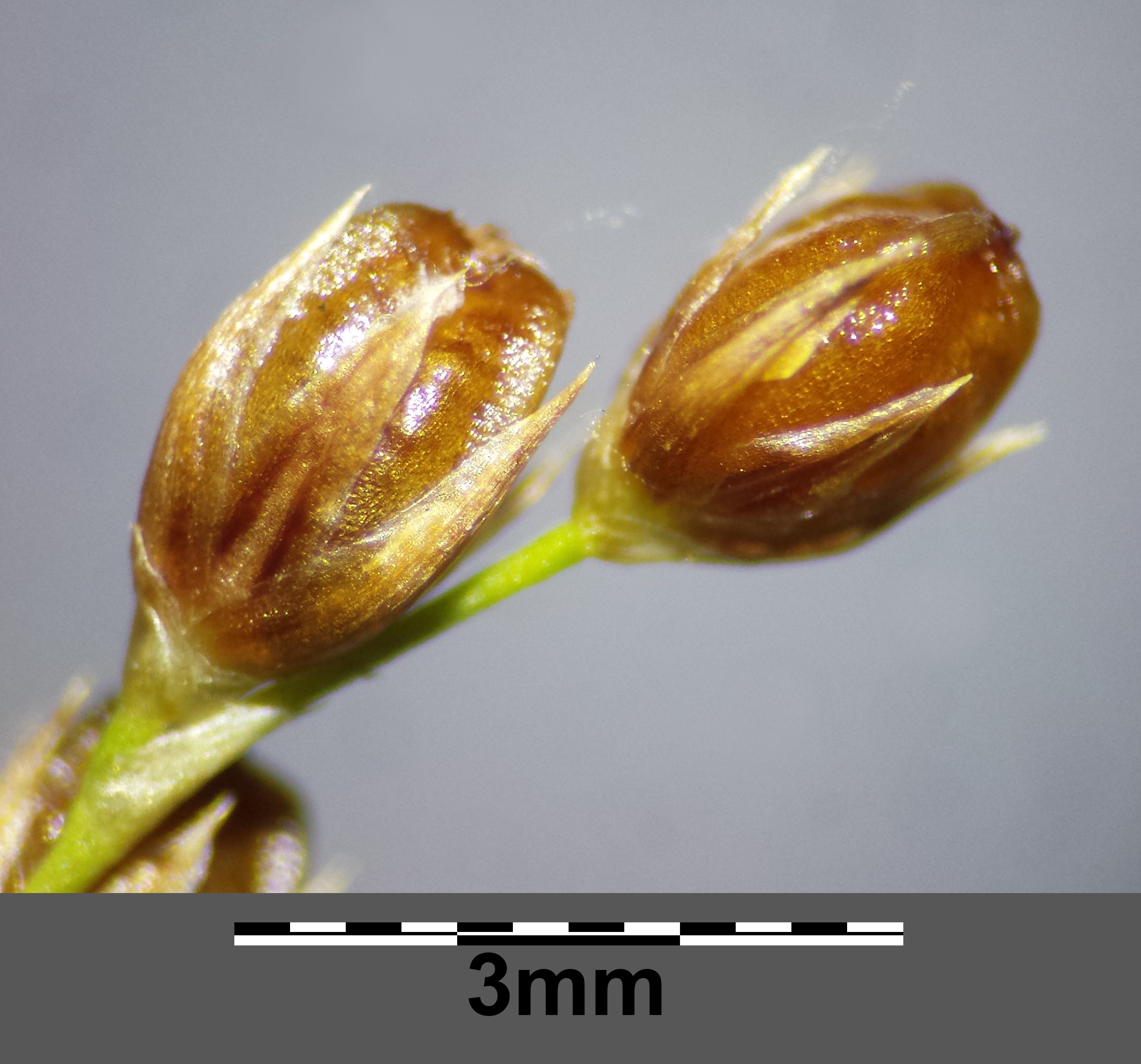
Owoce

PokrójTworzy duże, gęste kępy do 1,2 m wysokości z gęstą wiązką korzeni.
ŁodygiSzydlaste, bezkolankowe, żywozielone, częściowo wypełnione rdzeniem (rdzeń ciągły, nieprzerywany), u nasady (poniżej poziomu gruntu) otulone łuskowatymi, brunatnymi pochwami. Łodygi są gładkie, natomiast u podobnego situ skupionego pod kwiatostanem są żeberkowane.
LiścieWyłącznie odziomkowe, szydlaste, podobne do łodyg.
KwiatostanWierzchotka szczytowa. Wygląda na boczną ponieważ u nasady wyrasta jako przedłużenie łodygi przysadka.
KwiatDrobny, brunatny, długości 2–2,5 mm, pręcików 3–6. Kwitnie od czerwca do sierpnia.
OwocTorebka odwrotnie jajowata, wklęsła, z małym dzióbkiem na środku, błyszcząca.
NasionaDrobne (do 0,3 mm długości), jasnoczerwonobrunatne. Ciężar 1000 nasion wynosi 0,01 g. Kiełkują słabo.

## Ekologia
Występuje na podmokłych łąkach i pastwiskach na glebach ciężkich i słabo przewietrzanych (poniżej 10% zawartości powietrza). Ekspansywny na siedliskach wilgotnych nazbyt intensywnie wypasanych lub wydeptywanych. Występuje często i masowo także w okrajkach torfowisk przejściowych.